# Oververhitter

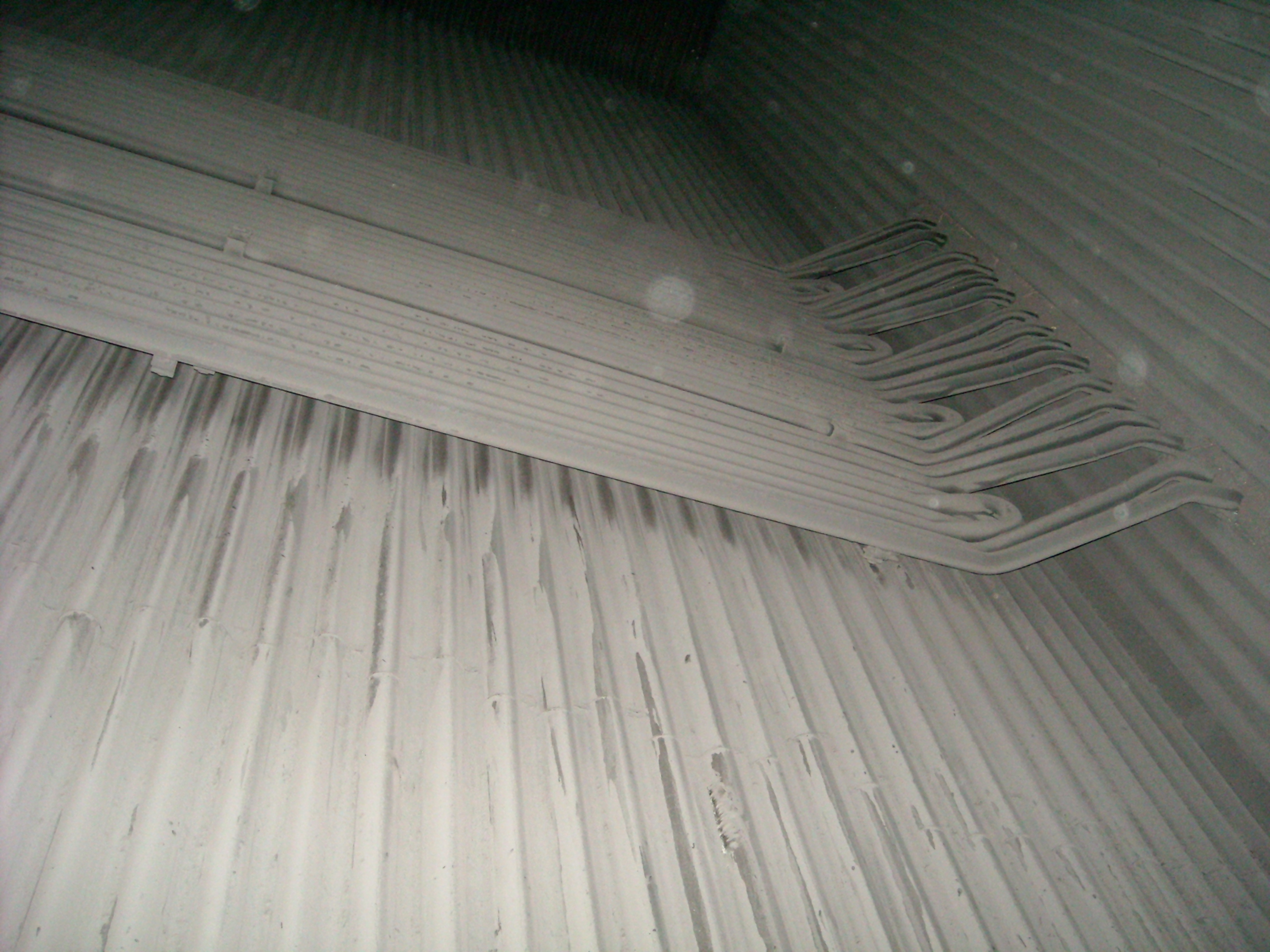
Een oververhitter in een kolencentrale van 30 ton/h stoom

Een oververhitter is een warmtewisselaar die verzadigde stoom in temperatuur verhoogt tot oververhitte stoom, bijvoorbeeld om een turbine aan te drijven.

## Geschiedenis
De Duitser Wilhelm Schmidt bouwde rond 1880 de eerste oververhitter op een stoommachine. Hij bracht daarmee een idee van Carl von Linde in praktijk. In 1906 nam Great Western Railway in Engeland ze in gebruik op een stoomlocomotief. De meeste van die oververhitters waren met vlampijpen. De oververhitters gaven meer rendement dan stoommachines met verzadigde stoom, maar ook meer onderhoudskosten door corrosie als gevolg van zwavel in de kolen. Bij verbranding ontstaat zwavelzuur en dit richt bij hogere temperaturen meer schade aan.

## Moderne toepassing
Energiecentrales op kernenergie, kolen, aardgas, afval, STEG (=Steam Turbine Electric Generator) hebben oververhitters om het rendement op te drijven. Om corrosie te beperken zijn ze meestal uitgevoerd als stoompijpen uit austenietstaal met molybdeen. Oververhitting gebeurt tot rond de 600°C. Hoewel het rendement dan lager ligt, worden ze soms in meestroom geschakeld in plaats van in tegenstroom om corrosie te beperken.